# Emil Oprecht
Emil Oprecht (* 23. September 1895 in Zürich; † 9. Oktober 1952 ebenda) war ein Schweizer Verleger und Buchhändler.

## Leben
Emil Oprecht wuchs zusammen mit seinem Bruder Hans Oprecht in einfachen Verhältnissen in Zürich auf.
Nach der Matura und anschliessendem Studium der Volkswirtschaftslehre an der Universität Zürich absolvierte Emil Oprecht eine Buchhandelslehre. 1925 eröffnete er an der Rämistrasse 5 in Zürich die Buchhandlung Oprecht & Helbling, später Buchhandlung Dr. Oprecht AG, der auch ein eigener Verlag mit hauptsächlich literarischem Programm angegliedert war. Den Europa Verlag, der sich vor allem auf politische Literatur spezialisierte, gründete er 1933.
Zwischen 1933 und 1945 unterhielt Oprecht in seiner Wohnung eine Anlaufstelle für deutsche Emigranten wie Hermann Mathias Görgen und Dora Schindel. Während des Zweiten Weltkriegs stand er gemeinsam mit seiner Frau Emmie (1899–1990) mit persönlichem und finanziellem Engagement zahlreichen verfolgten Künstlern aus Deutschland und Italien zur Seite. Er war in jungen Jahren in der Kommunistischen, ab 1926 in der Sozialdemokratischen Partei engagiert.
Oprecht gilt als wichtiger Schweizer Verleger von Exilautoren. Er verlegte unter anderem Else Lasker-Schüler, Ernst Bloch, Hans Habe, Heinrich Mann, Golo Mann, Ignazio Silone, Bernard von Brentano und Konrad Heiden, der 1933 mit «Hitler» eine hellsichtige Recherche verfasste, die 1934 im Exil bei Oprechts Europa-Verlag erschien.
1938 gründete Oprecht gemeinsam mit Kurt Hirschfeld und weiteren Freunden die Neue Schauspiel AG, der er bis 1952 als Verwaltungsratspräsident vorstand. Emil Oprecht starb an Krebs und wurde auf dem Friedhof Fluntern beigesetzt. Seine Frau übernahm nach seinem Tod die Leitung des Verlags Oprecht. 1992 erhielt die Zentralbibliothek Zürich aus dem Nachlass von Emmie und Emil Oprecht Teile des Oprecht- und Europa-Verlagsarchivs. Die Buchhandlung Oprecht musste 2003 aus wirtschaftlichen Gründen den Betrieb einstellen, der Verlag wurde aufgelöst.
Während Oprechts öffentliches Engagement vergleichsweise gut dokumentiert ist, weiss man über ihn als Privatmenschen wenig: Er war zeitlebens auf Diskretion bedacht, was auch damit zu tun hatte, dass er und seine Frau eigentlich homosexuell waren. Auch über seine Jugendzeit ist wenig bekannt.
An Emil Oprecht erinnert seit 2003 die gleichnamige Strasse im Zürcher Quartier Oerlikon.